# Ion Dămăceanu
Ion Dămăceanu (n. 5 septembrie 1924, Iași – d. 27 aprilie 2004) a fost un sculptor român care a lucrat un timp la Studioul de arte plastice al Armatei.
A fost rudă cu generalul Dumitru Dămăceanu.
A studiat la Institutul de Arte Plastice din Iași. A practicat o sculptură realist-convențională, în calitate de coautor al unor monumente importante din anii 1950.

## Opera
- Monumentul Eroilor Patriei din București, amplasat în fața Universității Naționale de Apărare „Carol I”, a fost inaugurat la data de 17 august 1957. Este opera colectivă a sculptorilor colonel Marius Butunoiu, Zoe Băicoianu, N. Ionescu și Ion Dămăceanu. Grupul statuar, cu înălțimea de 9 m, este compus din trei personaje: în mijloc se află un infanterist, ce ține în mână o ramură de stejar ridicată deasupra capului, înconjurat de un aviator în ținută de zbor și un marinar în ținută militară. Este clasată în lista monumentelor istorice din București cu cod LMI B-III-m-A-19982.[3]
- Bustul lui Dinicu Golescu, dezvelit în 1966 la Golești, în fața Muzeului Viticulturii și Pomiculturii[2][4]
- Bustul lui Calistrat Hogaș din Tecuci, amplasat în stânga clădirii Casei de Cultură, a fost inaugurat la 9 aprilie 1984.[5]
- Bustul lui George Enescu din Dorohoi, a fost inaugurat în 1986 și se află la Muzeul “George Enescu”[6].
- Statuia lui Petru Rareș din Grupul Statuar al Voievozilor din Iași, inclusă în Lista monumentelor istorice din județul Iași elaborată în anul 2004, cu codul  IS-III-m-B-04288 [7]. În noaptea de 17/18 iunie 2005, Grupul statuar al Voievozilor din Iași a fost vandalizat., ocazie cu care lui Petru Rareș i-a fost smulsă jumătatea de sus a capului[8], ulterior bucățile de piatră au fost lipite la loc de un sculptor cu experiență.[9]